# Simon József (sportújságíró)
Simon József (Budapest, 1954. november 29. – 2019. július 26.) magyar sportújságíró.

## Életútja
1981-ben az ELTE Állam- és Jogtudományi Karán jogi, 1986-ban az egri Ho Si Minh Tanárképző Főiskola népművelő-történelem tanári diplomát szerzett. 1986-ban elvégezte a MÚOSZ sportújságírói stúdióját. 1981 és 1986 között Tárnokon általános iskolai és Biatorbágyon szakközépiskolai tanár volt. 1986–87-ben a Volán Hírlap munkatársaként dolgozott. 1987-től haláláig a Nemzeti Sport munkatársa volt. 1987 és 1990 között a csapatlabdajáték-rovat rovatvezető-helyettese, majd 1990-től a nemzetközi rovat vezetőhelyettese, kézilabda-szakíró volt.
A Nemzetközi Sportújságíró Szövetség (AIPS) sportági szakbizottságában 1993 óta dolgozott, éveken át főtitkárként, majd 2018-től haláláig alelnökként.
2019. július 26-án közlekedési baleset áldozata lett.
2020. január 25-én az Európai Kézilabda-szövetség posztumusz életműdíjat adományozott Simon Józsefnek, elismerve szakmai pályafutását.